# Санта-Марія (аеропорт)
Аеропорт Санта-Марія (англ. Santa Maria Public Airport) (IATA: SMX, ICAO: KSMX, FAA ідент. місц.: SMX) – аеропорт, який знаходиться на відстані 5 км від міста Санта-Марія, на північ від округу Санта-Барбара у Каліфорнії.